# サワークリーム

サワークリームとコショウを添えたトースト

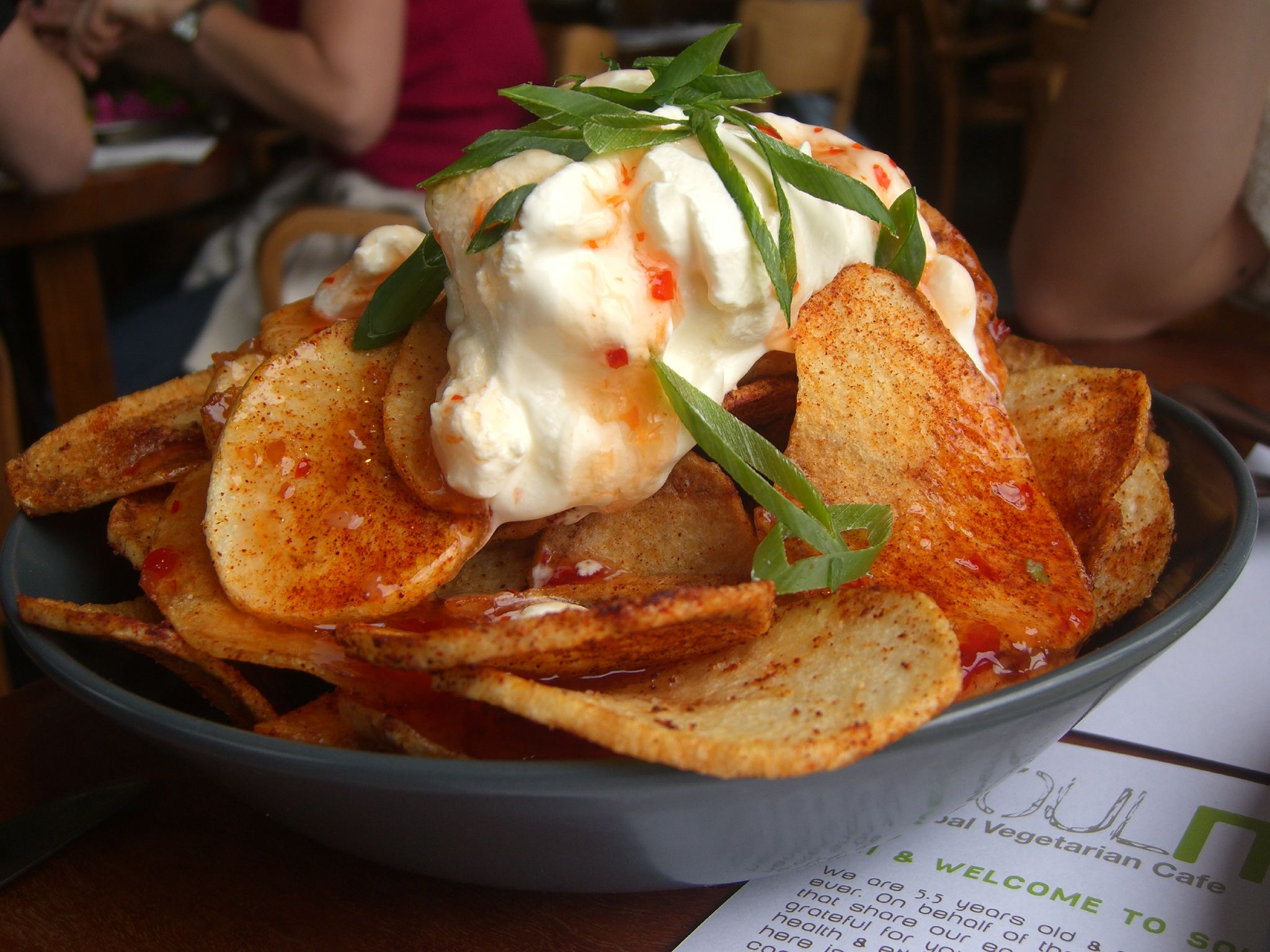
ジャガイモにサワークリームとチリソースを加えた料理

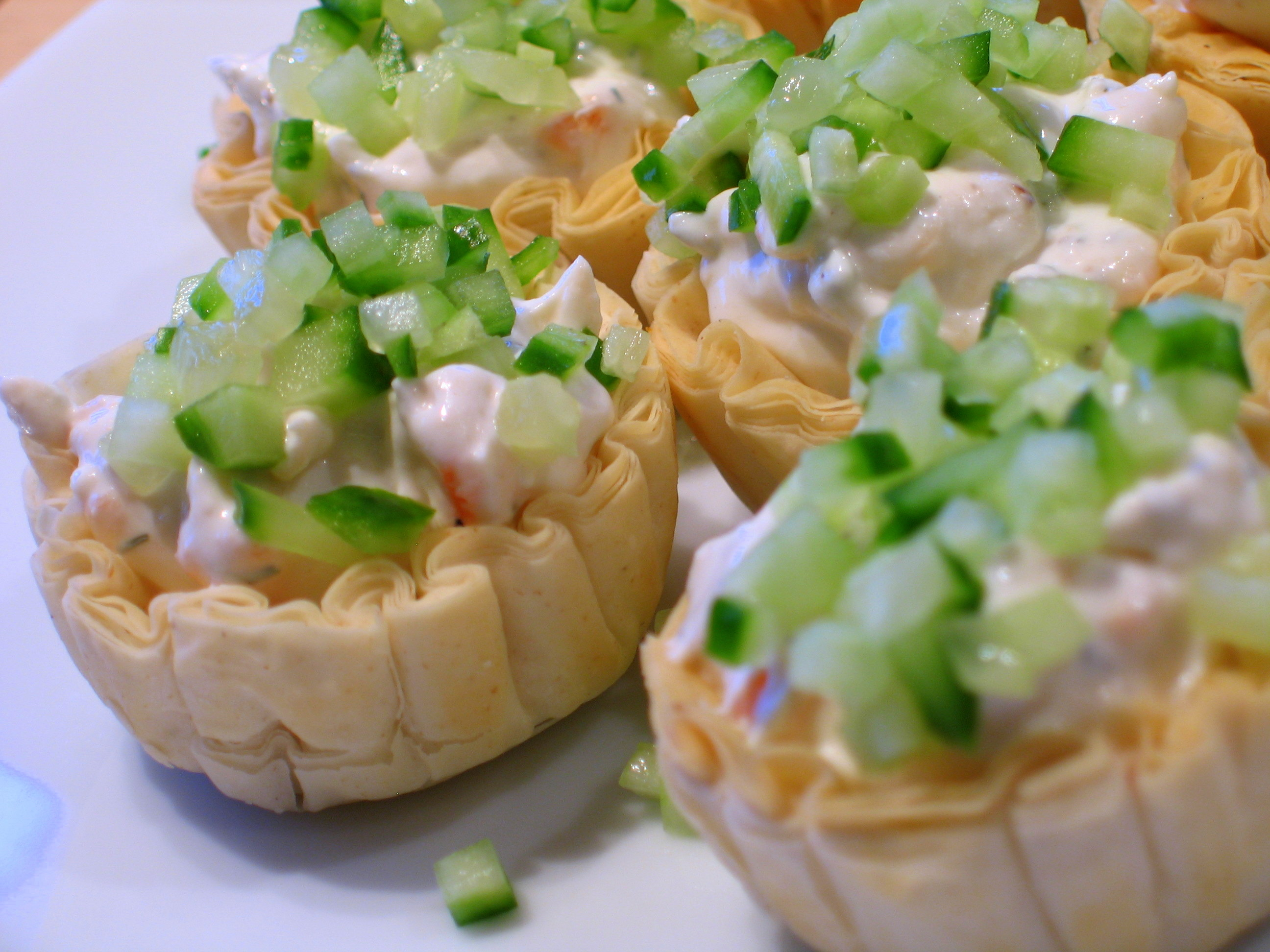
スモークサーモン、チャイブ、クリームチーズサワークリームとキュウリ

サワークリーム (sour cream) とは、生クリームを乳酸菌で発酵させることで作る脂肪分に富む乳製品である。人工的、または自然な発酵により生クリームはさわやかな酸味とコクを得る。サワークリームは軽い酸味であるが、名前の「サワー」は乳酸菌による発酵生成に由来する。

## 概要
生クリームから作られるサワークリームは、16 - 21％の脂肪分を含み、乳酸菌による独特の味を持つ。サワークリームには、ゼラチン、レンネット、および野菜酵素などの追加成分を含むものもある。
ライトサワークリームは、通常のサワークリームに比べて脂肪分40%減で、生クリームと牛乳を混ぜて作られる。
無脂サワークリームは、コーンスターチ、ゼラチン、カラギーナン、グアーガムなどの増粘剤により濃くしている。
3月8日は日本における「サワークリームの日」で、日本で初めて「サワークリーム」の開発に取り組んだ乳製品メーカーが制定した。

## 保存
サワークリームは完全に発酵していないため、冷蔵保存しなければならない。他の乳製品同様に通常賞味期限付きで販売されるが、期限が「販売」、「賞味」、「消費」であるかは地域により異なる。サワークリームの表面にカビが生えることがあるが、チーズと異なり表面を取り除いて使用することはできない。

## 用途
主としてヨーロッパおよび北アメリカ料理に使用され、サワークリームは調味料として使用される。伝統的に、焼いたジャガイモのトッピングであり、刻んだチャイブが添えられる。クリーミーなサラダドレッシングのベースとしても使用され、また、ケーキ、クッキー、米国のビスケット、ドーナツやスコーンの粉に加えての焼き調理でも使用できる。中央アメリカでは、サワークリームと類似したクレマ (Crème fraîche) が、朝食での主要な材料である。
南アメリカのコロンビアでは、アヒアコに好みでかけて食べられる。
サワークリームはまた、フレンチフライやクラッカー用の「オニオンディップ」のような様々なディップのベースとして使用される。
ウクライナ料理 (Ukrainian cuisine) およびロシア料理では、サワークリームやスメタナはボルシチや他のスープに添えられ、ピエロギの調味料であり、ビーフストロガノフなどの料理に用いられる。
テクス・メクス料理では、ナチョス、ブリート、ワカモレでクレマの代替品として使用される。ハンガリー料理では、ソースの材料やハム入りクレープのレシピに使用される。
発酵バターの原料とされる。東欧ではお菓子にも利用される。